# Inter-Action
Inter-Action è un album di Sonny Stitt e Zoot Sims, pubblicato dalla Cadet Records nel 1966. Il disco fu registrato il 25 gennaio del 1965 al Ter-Mar Recording Studios di Chicago, Illinois (Stati Uniti).

## Tracce
Lato A
1. My Blue Heaven – 7:58 (Walter Donaldson)
2. The Saber – 2:59 (Sonny Stitt)
3. Katea – 6:35 (Sonny Stitt)

Lato B
1. Fools Rush In – 5:35 (Rube Bloom)
2. Look Down That Lonesome Road – 7:20 (Pubblico dominio, arrangiamento: Sonny Stitt)
3. I Want to Go Home – 4:25 (Sonny Stitt)

## Musicisti
- Sonny Stitt - sassofono tenore, sassofono alto
- Zoot Sims - sassofono tenore
- John Young - pianoforte
- Sam Kidd - contrabbasso
- Phil Thomas - batteria[3]